# Subestación eléctrica

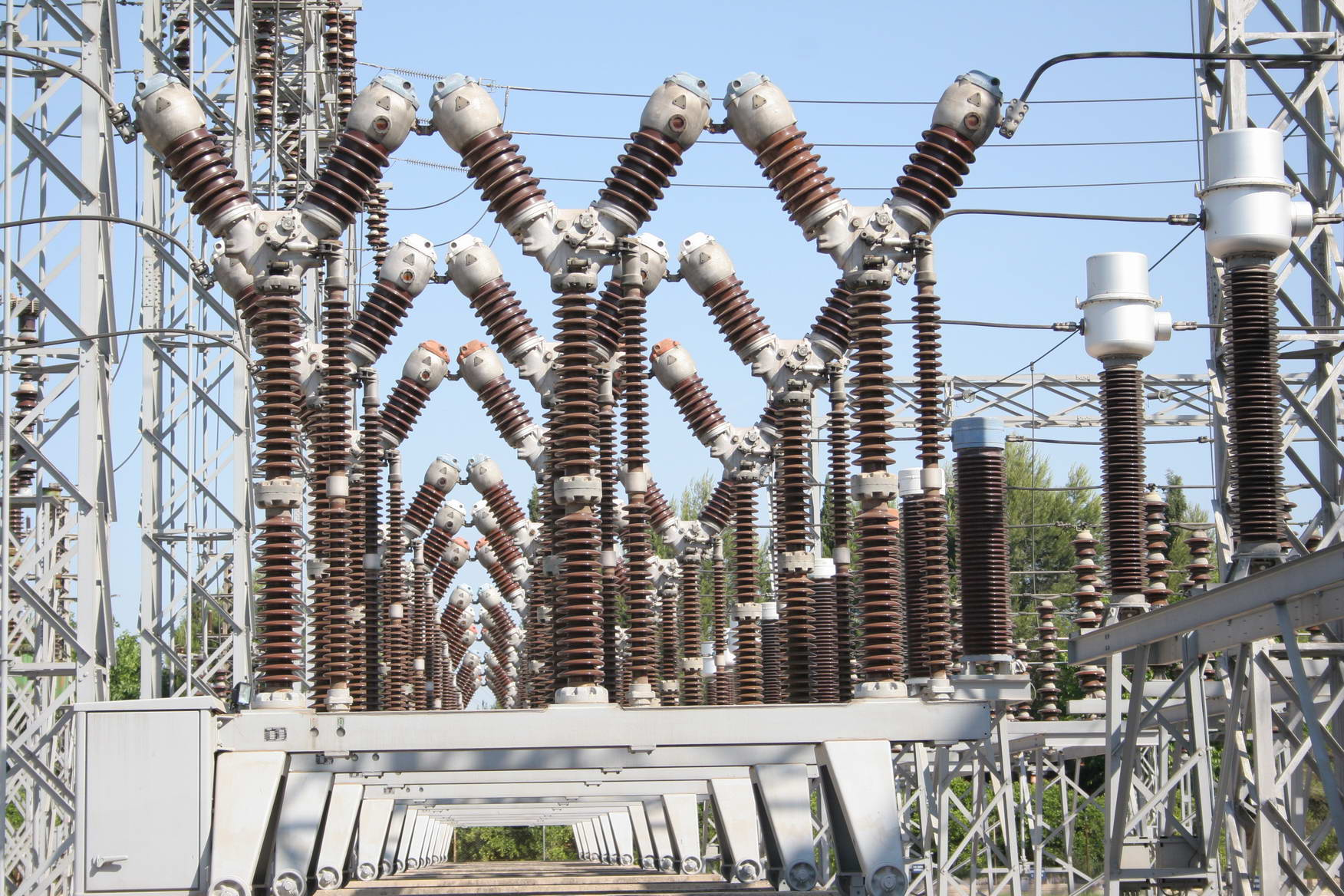
Subestación eléctrica elevadora.

Una subestación eléctrica, subestación transformadora o subestación eléctrica transformadora (abreviadamente ST o SET) es una instalación destinada a establecer los niveles de tensión adecuados para la transmisión y distribución de la energía eléctrica. Su equipo principal es el transformador. Normalmente está dividida en secciones, por lo general tres principales (medición, cuchillas de paso e interruptor), y las demás son derivadas. Las secciones derivadas normalmente llevan interruptores de varios tipos hacia los transformadores.
Como norma general, se puede hablar de subestaciones eléctricas «elevadoras», situadas en las inmediaciones de las centrales generadoras de energía eléctrica, cuya función es elevar el nivel de tensión, hasta 132, 220 o incluso 400 kV, antes de entregar la energía a la red de transporte; y subestaciones eléctricas «reductoras», que reducen el nivel de tensión hasta valores que oscilan, habitualmente, entre 10 y los 66 kV y entregan la energía a la red de distribución. Posteriormente, los centros de transformación reducen los niveles de tensión hasta valores comerciales (baja tensión) aptos para el consumo doméstico e industrial, típicamente 400 V.

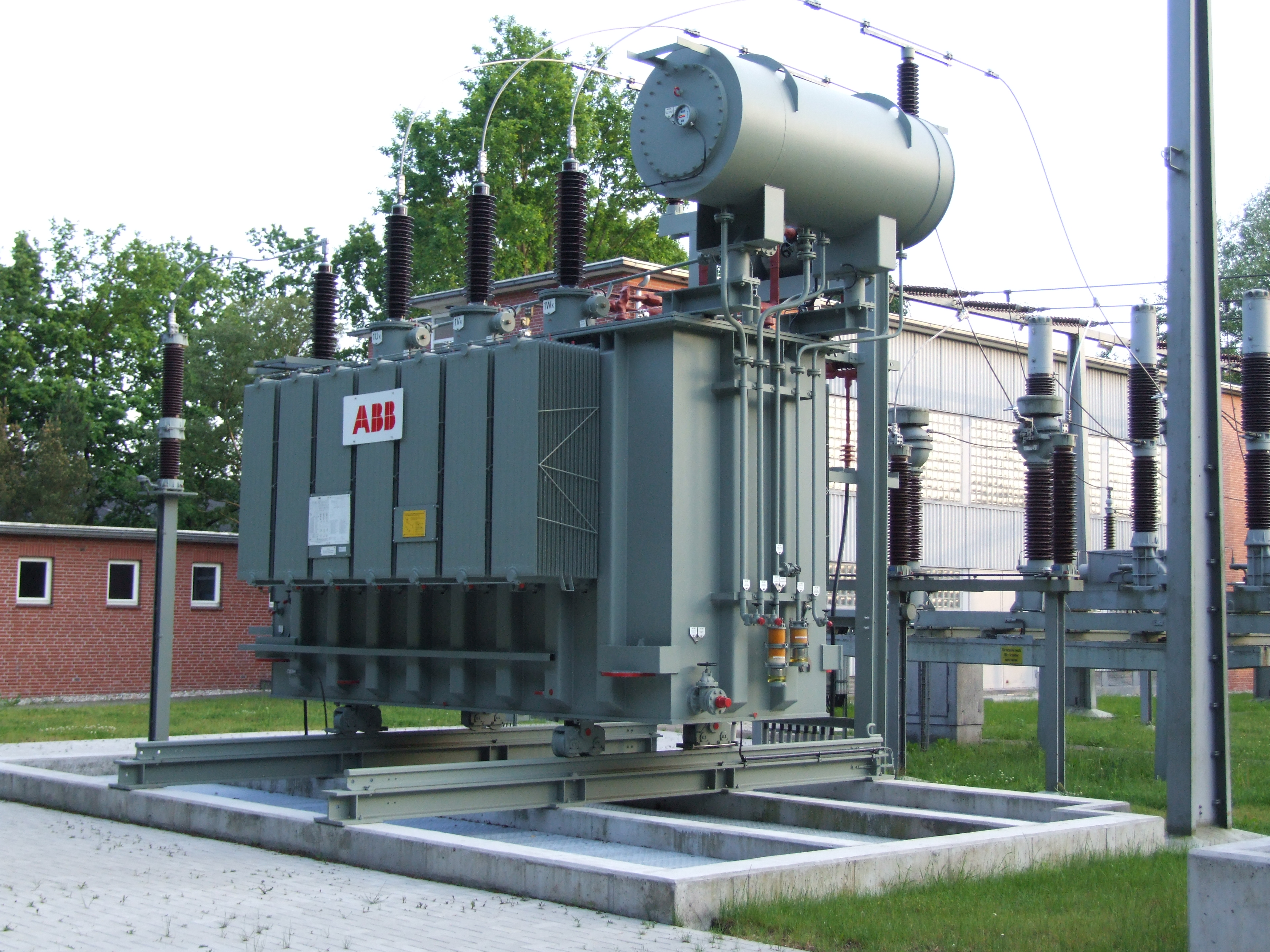
Transformador de alta tensión usado en las subestaciones de electricidad.

Existen dos razones técnicas que explican por qué el transporte y la distribución en energía eléctrica se realizan a tensiones elevadas, y en consecuencia, por qué son necesarias las subestaciones eléctricas:
- Las pérdidas de potencia que se producen en un conductor por el que circula una corriente eléctrica, debido al efecto Joule, son directamente proporcionales al valor de esta ({\displaystyle P=I^{2}\cdot R}).
- La potencia eléctrica transportada en una red es directamente proporcional al valor de su tensión y al de su intensidad ({\displaystyle P=V\cdot I}).

Por tanto, cuanto mayor sea el valor de la tensión, menor deberá ser el de intensidad para transmitir la misma potencia y, en consecuencia, menores serán las pérdidas por efecto Joule.
Además de transformadores, las subestaciones eléctricas están dotadas de elementos de maniobra (interruptores, seccionadores, etc.) y protección (fusibles, interruptores automáticos, etc.) que desempeñan un papel fundamental en los procesos de mantenimiento y operación de las redes de distribución y transporte.

## Avances en la maniobrabilidad
Una de las maniobras más habituales que se realiza en una subestación eléctrica, y a la vez una de las más peligrosas, es la apertura y cierre de interruptores, debido a que el carácter inductivo de los circuitos presenta rechazo al corte en la circulación de la corriente eléctrica que se produce en la apertura de un interruptor. Pueden aparecer incluso arcos eléctricos, que liberan una gran cantidad de energía y pueden resultar peligrosos para las personas e instalaciones. Por ello se debe usar equipo de protección personal especial hecho de materiales dieléctrico que proporcionen suficiente aislamiento para la tensión de operación.
Los avances tecnológicos y las mejoras de diseño han permitido sustituir los interruptores eléctricos convencionales con corte mediante aire por interruptores que realizan el corte de los circuitos inyectando hexafloruro de azufre (SF6), un gas que impide la formación del arco eléctrico y la propagación de la llama. Estos sistemas datan de los años 70 y, como contrapartida, requieren un mantenimiento más exhaustivo, ya que el gas está contenido en un recipiente sellado, además de mayor infraestructura.

## Monitorización
Debido a la cada vez más envejecida red de subestaciones eléctricas, se hace imprescindible conocer la operación en tiempo real de cada una de las instalaciones. Avances tecnológicos como las comunicaciones máquina a máquina (M2M) o Internet de las cosas han permitido desplegar redes de monitorización remotas en amplias áreas geográficas que permiten conocer el estado de los interruptores, así como las medidas de los transductores.